# Richard Angelo
Richard Angelo (* 29. August 1962 auf Long Island, New York) ist ein US-amerikanischer Serienmörder. Er tötete mindestens zehn Menschen, indem er ihnen ein muskelerschlaffendes Mittel injizierte und sie anschließend zu reanimieren versuchte.

## Leben
Angelo arbeitete als Pfleger im Good Samaritan Hospital in der Stadt West Islip auf Long Island im US-Bundesstaat New York. Nebenbei war er bei der Freiwilligen Feuerwehr aktiv. 

## Taten und Überführung
Als Krankenpfleger verabreichte er im Zeitraum von 1984 bis 1987 zahlreichen Patienten die Muskelrelaxantien Pavulon und Anectine. Als bei den Patienten der Atemstillstand einsetzte, versuchte Angelo die Patienten zu reanimieren. Angelo wollte als Lebensretter dastehen und dadurch seinem Geltungsdrang nachkommen. Da die Reanimation nicht immer gelang, starben mehrere Menschen.
Der Patient Gerolamo Kucich bemerkte, wie ihm Angelo etwas verabreichte. Kucich überstand den Kreislaufzusammenbruch und erzählte seine Beobachtung einer Schwester, worauf im Urin des Patienten die beiden von Angelo verabreichten Medikamente nachgewiesen wurden, die dem Patienten nicht verschrieben worden waren. Die Polizei stellte in Angelos Besitz die beiden Medikamente sicher und verhaftete ihn am 12. Oktober 1987 wegen Mordverdachts in 25 Fällen. Die Leichen von zehn verstorbenen Patienten Angelos wurden exhumiert und in allen Körpern muskelerschlaffende Substanzen festgestellt. Die Jury sprach Angelo wegen Totschlags oder Körperverletzung in insgesamt zehn Fällen schuldig, was zu einer Verurteilung zu 61 Jahren Haft führte.
In den Medien wurde Angelo als Todesengel (Angel of Death) bekannt.